# Новицкий, Ян
Ян Новицкий (пол. Jan Nowicki; 5 ноября 1939, Коваль — 7 декабря 2022, Кшевент, Куявско-Поморское воеводство) — польский актёр театра и кино.

## Биография
Учился в Лодзинской киношколе (1958—1960), окончил образование в Государственной высшей театральной школе в Кракове (1964). В 1964 году дебютировал на сцене Старого театра в Кракове, где играл до конца жизни. Выступал в спектаклях по произведениям Шекспира, Достоевского, Чехова, Стриндберга, Жеромского, Выспяньского, Виткевича, Кафки, Жироду, Ануя, Башевиса-Зингера, Осборна, Дюрренматта, Олби, Херберта, Мрожека и др., которые ставили Конрад Свинарский, Ежи Яроцкий, Ежи Гжегожевский, Анджей Вайда, Александр Бардини, Кшиштоф Занусси, Кристиан Люпа, несколько раз выступал режиссёром сам. В кино дебютировал в 1963 году.
Был творчески связан с кабаре «Подвал под баранами»; в 2000 году выпустил книгу «Между небом и землёй» — сборник заметок о «Подвале», написанных в форме писем к Петру Скшинецкому.
Скончался 7 декабря 2022 года в возрасте 83 лет в своём доме в Кшевенте от инфаркта миокарда. 14 сентября был похоронен на семейном участке кладбища в г. Коваль.

## Личная жизнь
Жена — спортсменка Барбара Соботта (1936—2000), их сын Лукаш Новицкий (р. 1973) стал актёром. На протяжении многих лет имел роман с режиссёром Мартой Месарош (род. 1931), у которой снимался в нескольких фильмах. С 2009 женат на танцовщице и хореографе Малгожате Потоцкой (р. 1953).

## Избранная фильмография
- 1964: Первый день свободы (Леон Кручковский)
- 1965: Пепел (Анджей Вайда)
- 1966: Барьер (Ежи Сколимовский)
- 1968: Пароль «Корн» (Вальдемар Подгурский)
- 1969: Пан Володыёвский (Ежи Гофман) — Кетлинг
- 1970: Семейная жизнь (Кшиштоф Занусси)
- 1971: Третья часть ночи (Анджей Жулавский)
- 1972: Анатомия любви (Роман Залуский)
- 1973:  Санаторий под клепсидрой (Войцех Хас)
- 1975: Ночи и дни (Ежи Антчак)
- 1976:  Девять месяцев (Марта Месарош)
- 1976:  Красные шипы
- 1977:  Их двое (Марта Месарош)
- 1978: Спираль (Кшиштоф Занусси)
- 1979: Голем (Пётр Шулькин)
- 1980: Вторая жена (Марта Месарош)
- 1982: Великий Шу (Сильвестр Хенчиньский)
- 1984: Дневник для моих детей (Марта Месарош)
- 1984: О-би, о-ба. Конец цивилизации (Пётр Шулькин)
- 1986: Га, га. Слава героям (Пётр Шулькин)
- 1986: Магнат (Филип Байон)
- 1987: Дневник для моих любимых (Марта Месарош)
- 1989: Лава (Тадеуш Конвицкий)
- 1993: Эмбрион (Марта Месарош)
- 1995: Седьмая комната (Марта Месарош)
- 1996: Познань, год 1956 (Филип Байон)
- 1999: Дочери счастья (Марта Месарош)
- 2000: Маленькая Вильма. Последний дневник (Марта Месарош)
- 2000: Любовные письма (Войцех Хас)
- 2001: Канун весны (Филип Байон)
- 2002: E=mc² (Олаф Любашенко)
- 2004: Непогребённый (Марта Месарош)
- 2006: Учреждение (Филип Байон)
- 2008: Ещё не вечер (Яцек Блавут)
- 2009: Повторный визит (Кшиштоф Занусси)
- 2009: Феномен (Тадеуш Парадович)
- 2010: Даас (Адриан  Панек)
- 2015: 11 минут (Eжи Сколимовский)

## Признание
Лауреат многих национальных премий и наград за роли в театре, кино, на телевидении. Офицер венгерского Ордена Заслуг (2006).